# Palais d'hiver du Bogdo Khan
Le palais d'hiver du Bogdo Khan, ou Musée du palais du Bogdo Khan est un musée dans le Palais Vert du huitième Jebtsundamba Khutughtu, un chef religieux Bouddhiste qui fut proclamé Bogdo Khan, ou empereur de Mongolie, le 29 décembre 1911. En plus d'être le plus ancien musée de Mongolie, il est également considéré comme étant celui ayant la plus grande collection d’œuvres d'art du pays. Il est aussi le seul des quatre palais du Khan à ne pas avoir été détruit.  

Lion en pierre peinte gardant l'une des salles

Construit entre 1893 et 1903, ce complexe palatial est l'un des rares sites historiques mongols qui n'a pas été détruit par les troupes Soviétiques ou l'Armée populaire mongole. En plus du Palais d'Hiver proprement dit, le site du musée inclus la Porte de la Paix et du Bonheur, le Pavillon de la Fraîcheur ainsi que 6 temples, chacun contenant des œuvres d'art bouddhiste, des écritures et des thangka, comme le Temple Naidan et le Temple Makhranz, soit un total d'environ 20 structures. Le musée compte environ 8 600 objets d'art exposés et accueille plus de 40 000 visiteurs par an. De nombreux objets ayant appartenu à Bogdo Khan sont exposés, comme son trône et son lit, ses collections d'objets d'art et d'animaux naturalisés, sa ger de cérémonie richement ornée, une paire de bottes de cérémonie offertes au Khan par le tsar russe Nicolas II, ainsi que des regalia ornés de bijoux portés par son éléphant de compagnie,. Ce musée est actuellement placé sous la tutelle du Ministère de l'éducation, de la culture, des sciences et des sports de la Mongolie.